# Fronsac, Haute-Garonne
Fronsac este o comună în departamentul Haute-Garonne din sudul Franței. În 2009 avea o populație de 205 de locuitori.

## Evoluția populației
| An        | 1975 | 1982 | 1990 | 1999 | 2006 | 2009 |
| --------- | ---- | ---- | ---- | ---- | ---- | ---- |
| Populație | 243  | 226  | 201  | 216  | 209  | 205  |